# Термоелектронна емісія

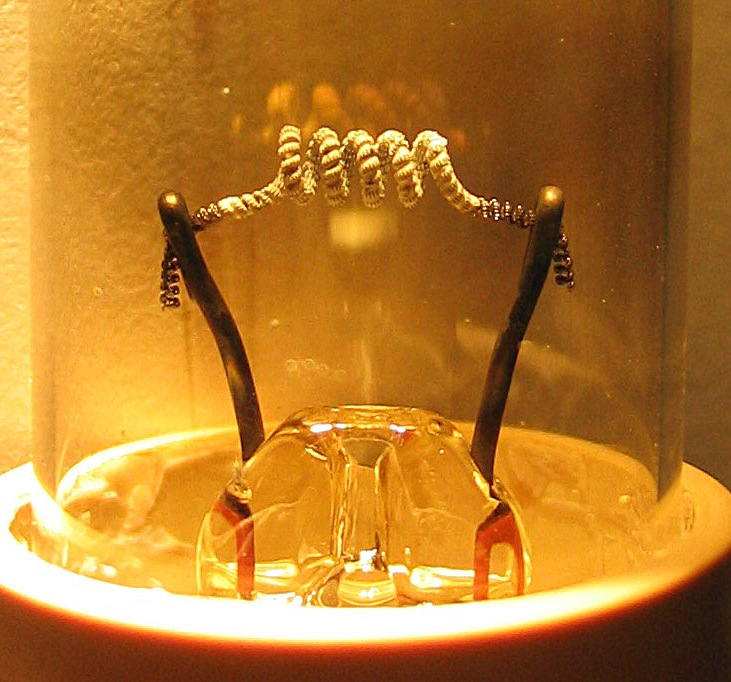
Збільшене зображення нитки розжарювання катода газорозрядної лампи з термоемісійним покриттям

Термоелектронна емісія (Ефект Едісона) в діодній трубці. Діодна трубка підключена в двох конфігураціях. Стрілки показують потік електронів.

Термоелектро́нна емі́сія — явище, зумовлене тепловим рухом вильоту електронів за межі речовини. Синоніми – ефект Річардсона, ефект Едісона. 
Термоелектронна емісія суттєва для функціонування вакуумних ламп, в яких електрони випромінюються негативно зарядженим катодом. Для збільшення емісії катод зазвичай підігрівається ниткою розжарення. Для часто застосовуваних оксидних катодів (наприклад, нікель, вкритий оксидом лужноземельного металу), робота виходу електронів становить 1 -1,5 еВ.

## Суть явища
Явище термоелектронної емісії було відоме вже наприкінці XVIII століття. Основні якісні закономірності встановили В. В. Петров (1812), Т. А. Едісон та ін. В тридцятих роках XX століття були визначені основні аналітичні залежності цього явища.
При нагріванні металу енергетичний розподіл електронів в зоні провідності змінюється. З'являються електрони з енергією, що перевищує рівень Фермі. Незначна кількість електронів може набути енергію, яка перевищує роботу виходу. Такі електрони (так звані термоелектрони) можуть вийти за межі металу, в результаті чого виникає емісія електронів. Величина струму термоелектронної емісії залежить від температури катода, роботи виходу та властивостей поверхні (рівняння Річардсона — Дешмана):
{\displaystyle j_{e}=AT^{2}e^{-e\varphi _{0}/k_{B}T}},
де: je — густина струму емісії;
A - емісійна стала, яка залежить від властивостей випромінювальної поверхні і яка для більшості чистих металів лежить в межах 40-70 А/см²*K²;
T - абсолютна температура катода;
e - основа натуральних логарифмів;
eφ0 — робота виходу електрона із металу;
kB — стала Больцмана.
Наведене рівняння справедливе для металів. Для домішкових напівпровідників існує дещо інша залежність, однак кількісний зв'язок величини струму емісії залишається.
Подане рівняння демонструє, що величина струму емісії найбільше залежить від температури катода. Однак при збільшенні температури різко зростає швидкість випаровування матеріалу катода і скорочується строк його служби. Тому катод повинен працювати в строго визначеному інтервалі робочих температур. Нижній поріг визначається можливістю отримання бажаної емісії, а верхній — випаровуванням або плавленням матеріалу.
Суттєво впливає на величину струму емісії зовнішнє електричне поле, яке діє біля поверхні катода. Це явище отримало назву ефекту Шотткі. На електрон, що виходить із катода, при наявності зовнішнього електричного поля діють дві сили — електричного тяжіння, яка повертає електрон назад, і зовнішнього поля, що пришвидшує електрон у напрямі від поверхні катода. Таким чином, зовнішнє електричне поле зменшує потенційний бар'єр, внаслідок чого знижується робота виходу електронів із катода і збільшується електронна емісія.
Вплив зовнішнього прискорювального поля особливо сильно проявляється у напівпровідникових катодах з поверхневим покриттям оксидами лужноземельних металів. Напівпровідникові катоди мають шершаву поверхню, тому значно зростає напруженість зовнішнього електричного поля біля нерівностей поверхні, що викликає інтенсивніший ріст струму емісії.

## Нобелівська премія
За дослідження термоелектронної емісії у 1928 Овен Вільямс Річардсон отримав Нобелівську премію з фізики.